# Миллер, Леннокс
Леннокс Валенсия Миллер (англ. Lennox Valencia Miller; 8 октября 1946 — 8 ноября 2004) — ямайский легкоатлет, бегун на короткие дистанции. Двукратный призер летних Олимпийских игр.
Отец олимпийской чемпионки Ингер Миллер.

## Биография
Учился в Университете Южной Калифорнии, где и начал занятия бегом. В составе университетской четверки в 1967 году установил мировой рекорд в эстафете 4×100 метров (38,6 сек).
На летних Олимпийских играх 1968 года в Мехико (Мексика) участвовал в соревнованиях по бегу на 100 метров, где занял второе место, уступив Джиму Хайнсу (США), а также в эстафете 4×100 метров (4 место).
На летних Олимпийских играх 1972 года в Мюнхене (ФРГ) выступал в беге на 100 метров, где занял третье место, пропустив вперед Валерия Борзова (СССР) и Роберта Тейлора (США).
После окончания университета пошел в стоматологическую школу и работал более 30 лет, имея врачебную практику в Пасадене, Калифорния, США.